# .org
‎.org‏ (کوتاه‌شدهٔ Organizations به معنی سازمان) یک دامنه سطح‌بالای عمومی (gTLD) در سامانه نام دامنه (DNS) اینترنت است که برای وبگاه‌های مؤسسات و سازمان‌ها که غالباً فعالیت غیر تجاری (یا حتی تجاری) دارند مورد استفاده قرار می‌گیرد.
دامنه‌های ‎.org‏ دارای محبوبیت زیادی هستند و امکان ثبت آن برای تمامی افراد حقیقی و حقوقی امکان‌پذیر است، این دامنه از ۱ تا ۱۰ سال قابل تمدید است.
این دامنه جزو ۱۰ دامنهٔ اصلی است که در ژانویهٔ ۱۹۸۵ برای نام‌گذاری سازمان‌هایی که شرایط لازم برای استفاده از سایر دامنه‌ها را نداشتند ایجادشد، در واقع برای موسسات غیر انتقاعی که هدف مالی و درآمدزایی ندارند، مانند موسسات خیریه یا سازمانهای حامی محیط زیست و دیگر موارد مشابه.
در حال حاضر هر کسی می‌تواند در نامگذاری‌ها از این دامنه استفاده کند. مدیریت این دامنه از ژانویه سال ۲۰۰۳ در اختیار شرکت «Public Interest Registry» است.